# Scheletro (non morto)

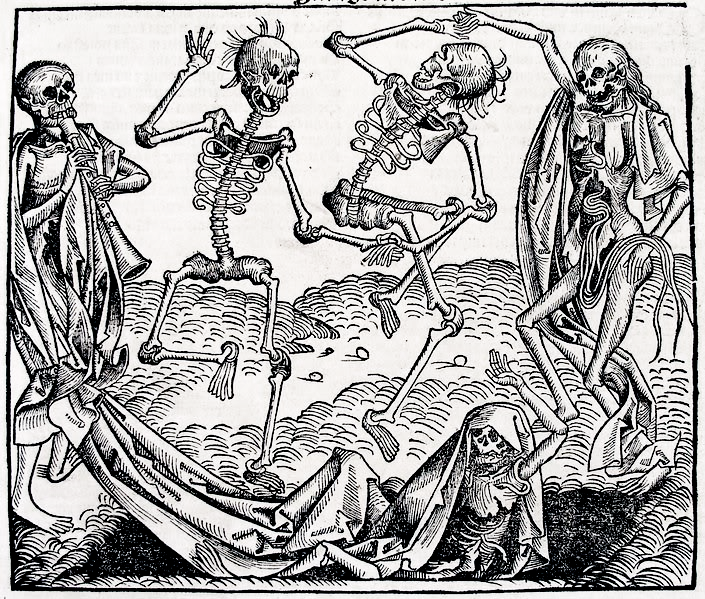
Michael Wolgemut Danza macabra (1493) da Liber chronicarum di Hartmann Schedel

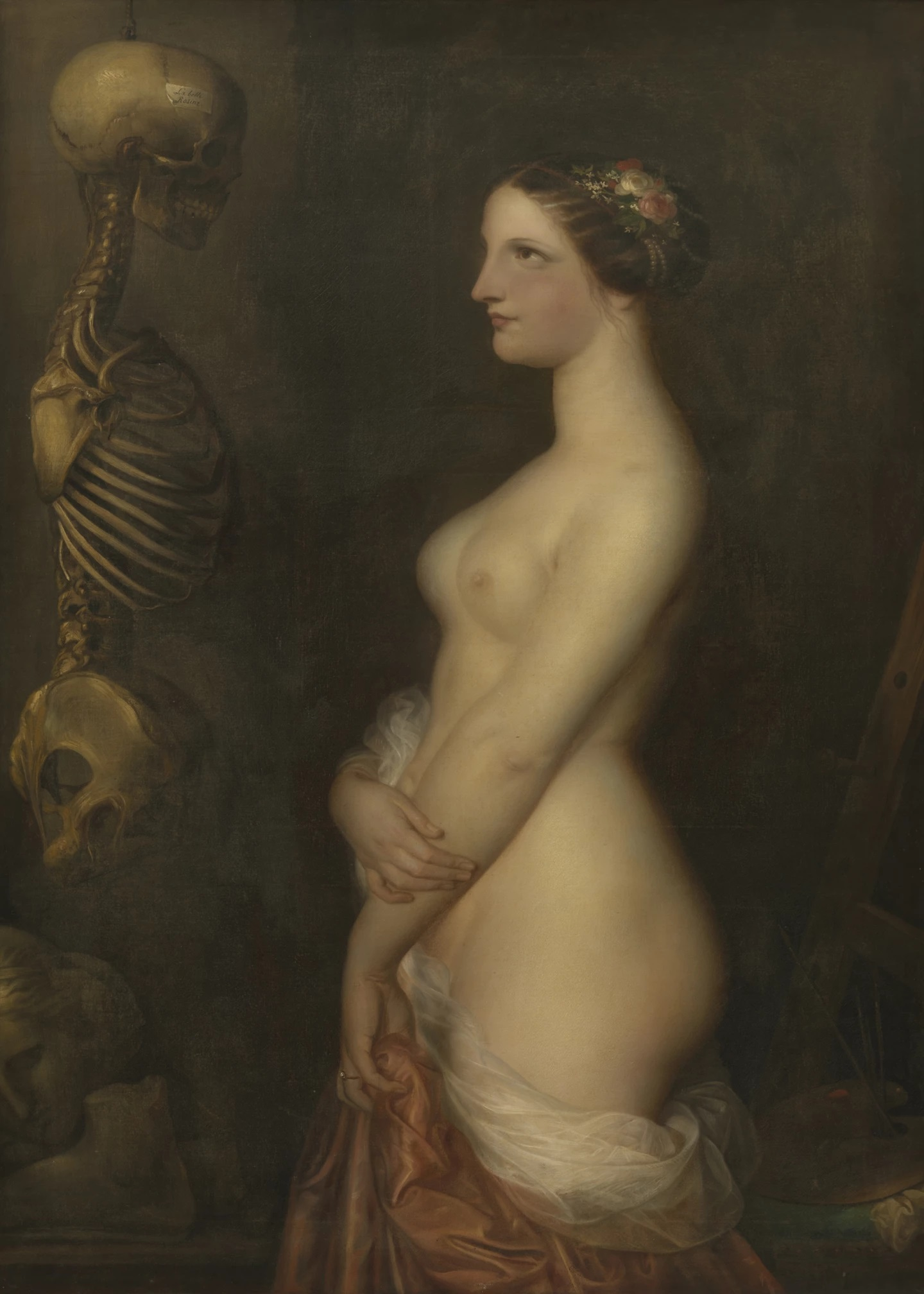
Antoine Wiertz Deux jeunes filles (1847) Wiertz Museum Bruxelles

Lo scheletro è una creatura fantastica presente nella fantasia gotica, negli horror e nell'arte mitologica.
È un tipo di morto vivente costituito appunto dal solo scheletro privo di carne.

## Mito e folklore
- Morte: Scheletro umano animato rappresentante la morte per la cultura occidentale sin dal medioevo, chiamata anche "Tristo Mietitore", viene descritto come una figura scheletrica incappucciata, armata di falce, e occasionalmente di una clessidra. Morte è anche uno dei quattro cavalieri dell'Apocalisse biblici. Il Trionfo della Morte è un quadro di Pieter Bruegel il Vecchio dipinto nel 1562, mostrante un'armata di scheletri che razzia una città uccidendo chiunque.
- Mekurabe: Sono teschi con bulbi oculari, che minacciano Taira no Kiyomori nel folklore giapponese.
- Gashadokuro: Giganteschi scheletri della mitologia giapponese che, secondo la leggenda, "divorano" la testa degli umani. Inoltre sono capaci di emettere un suono acutissimo che solo l'orecchio umano può udire.

## Opere moderne
Lo scheletro compare in molte opere di fantasia. È in particolare il protagonista nelle opere seguenti:
- Nel film Nightmare Before Christmas di Tim Burton, il protagonista Jack è uno scheletro dallo stile ed abbigliamento gotico.
- Sir Daniel Fortesque è lo scheletro protagonista di due famosi videogiochi per PS1, MediEvil e MediEvil 2.